# Příštpo
Příštpo är en ort i Tjeckien.   Den ligger i regionen Vysočina, i den sydöstra delen av landet, 160 km sydost om huvudstaden Prag. Příštpo ligger 421 meter över havet och antalet invånare är 280.
Terrängen runt Příštpo är platt. Runt Příštpo är det ganska glesbefolkat, med 24 invånare per kvadratkilometer. Närmaste större samhälle är Třebíč, 16,1 km norr om Příštpo. Trakten runt Příštpo består till största delen av jordbruksmark.